# Trachypithecus ebenus
Trachypithecus ebenus (лат.) — вид приматов из семейства мартышковых.
Изначально был описан в качестве подвида Trachypithecus auratus, позднее был признан более близким виду Trachypithecus francoisi, при этом иногда классифицировался в составе этого вида в качестве подвида. В 2001 году был выделен в отдельный вид.
Шерсть практически полностью чёрная, чем отличается от других членов группы Trachypithecus francoisi. С видом Trachypithecus hatinhensis его связывает парапатрия, при этом генетически оба этих вида едва различимы. Это привело к предположению, что Trachypithecus ebenus является чёрной формой Trachypithecus hatinhensis, который, в свою очередь, может быть подвидом Trachypithecus laotum.
Встречается в Лаосе и прилегающих районах Вьетнама.